# Halichoeres lapillus
Halichoeres lapillus es una especie de peces de la familia Labridae en el orden de los Perciformes.

## Morfología
Los machos pueden llegar alcanzar los 14 cm de longitud total.

## Distribución geográfica
Se encuentra al sur de Mozambique y KwaZulu-Natal (Sudáfrica). También en Reunión, Mauricio y Madagascar.